# Shikahogh
Shikahogh är ett vattendrag i Armenien. Det ligger i den sydöstra delen av landet, 210 kilometer sydost om huvudstaden Jerevan.
Trakten runt Shikahogh består i huvudsak av gräsmarker. Runt Shikahogh är det ganska tätbefolkat, med 54 invånare per kvadratkilometer.